# Михайловский (Ленинградская область)
Миха́йловский — посёлок во Мгинском городском поселении Кировского района Ленинградской области.

## История
Согласно данным переписи населения СССР 1926 года в посёлке Михайловский пост Тортоловского сельсовета Лезьенской волости Ленинградского уезда проживали 10 человек — большинство эстонцы, а также русские.

План посёлка Михайловский. 1941 год

Согласно топографической карте РККА 1941 года посёлок насчитывал 24 двора. В посёлке располагался дом отдыха.
Посёлок был освобождён от немецко-фашистских оккупантов 21 января 1944 года.
По данным 1966 и 1973 годов посёлок назывался Михайловское и находился в подчинении Мгинского поссовета Тосненского района.
По данным 1990 года посёлок назывался Михайловский и входил в состав Мгинского поссовета Кировского района.
В 1997 году в посёлке Михайловский Мгинского поссовета проживали 47 человек, в 2002 году — 143 человека (русские — 92 %).
В 2007 году в посёлке Михайловский Мгинского ГП — 35 человек.

## География
Посёлок расположен в западной части района на автодороге 41К-544 (13 км. автодороги Магистральная — пл. Апраксин), к востоку от центра поселения, посёлка Мга.
Расстояние до административного центра поселения — 4 км.
Через посёлок проходит железнодорожная линия Санкт-Петербург — Волховстрой I. В посёлке находится остановочная платформа Михайловская.
К западу от посёлка протекает река Мойка.

## Демография
| 2007 | 2010 | 2017 |
| ---- | ---- | ---- |
| 35   | ↗56  | ↘54  |

## Улицы
1-я линия, 2-я линия, Луговой переулок, Полевая, Правды, Садовая.